# Noyales
Noyales est une commune française située dans le département de l'Aisne, en région Hauts-de-France.

## Géographie

### Hydrographie
La commune est située dans le bassin Seine-Normandie. Elle est drainée par le canal de la Sambre à l'Oise, l'Oise, divers bras de l'Oise et l'Oise,,.
L'Oise prend sa source en Belgique, à 309 mètres d'altitude, dans l'ancienne commune de Forges et se jette dans la Seine à 20 mètres d'altitude, au Pointil en rive droite et en aval du centre de Conflans-Sainte-Honorine dans le département des Yvelines. D'une longueur 341 kilomètres, elle est presque entièrement navigable et bordée de canaux sur 104 kilomètres.

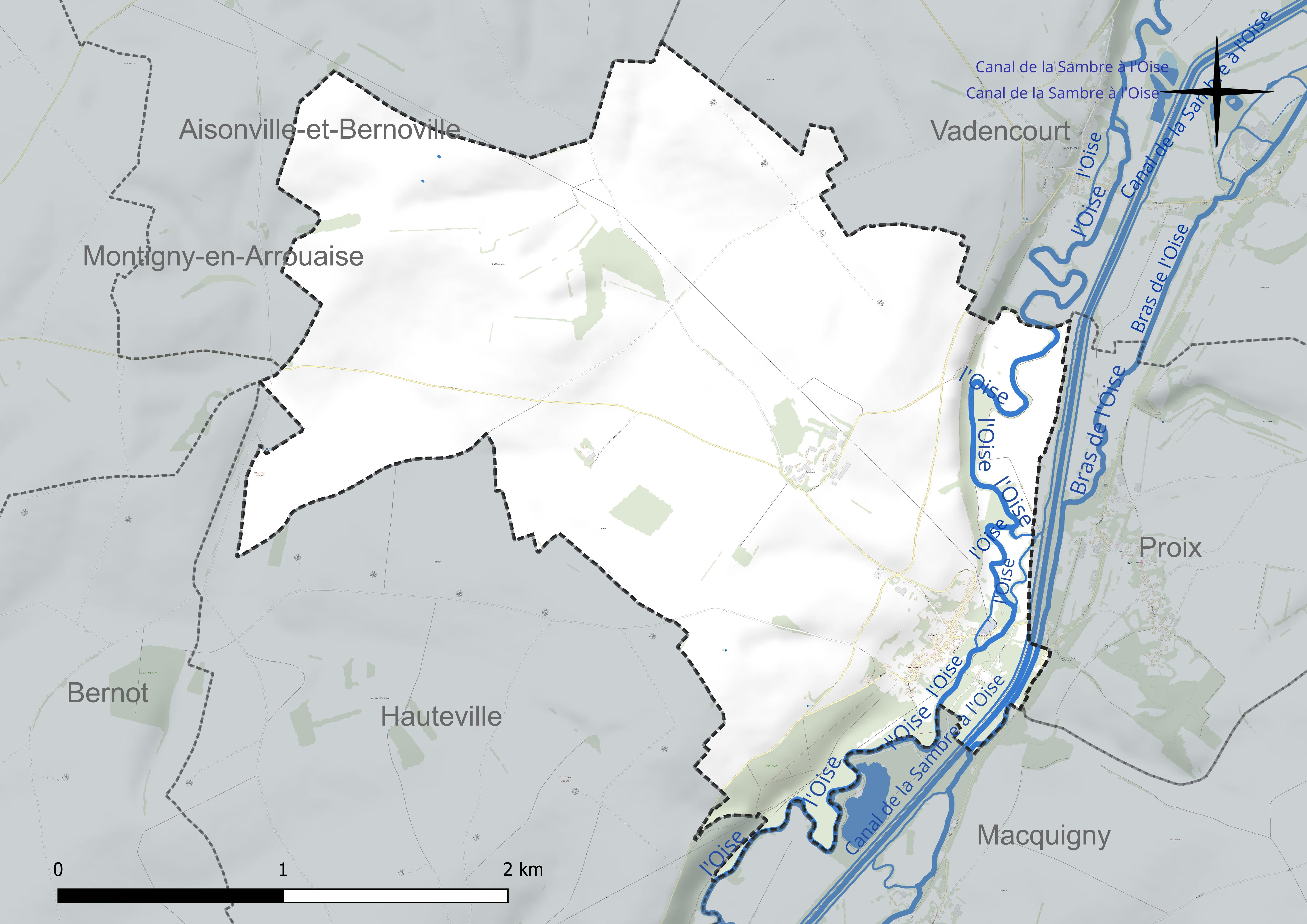
Réseau hydrographique de Noyales.

### Climat
Pour des articles plus généraux, voir Climat des Hauts-de-France et Climat de l'Aisne.
En 2010, le climat de la commune est de type climat océanique dégradé des plaines du Centre et du Nord, selon une étude du CNRS s'appuyant sur une série de données couvrant la période 1971-2000. En 2020, Météo-France publie une typologie des climats de la France métropolitaine dans laquelle la commune est exposée à un climat océanique altéré et est dans la région climatique Nord-est du bassin Parisien, caractérisée par un ensoleillement médiocre, une pluviométrie moyenne régulièrement répartie au cours de l'année et un hiver froid (3 °C).
Pour la période 1971-2000, la température annuelle moyenne est de 10,2 °C, avec une amplitude thermique annuelle de 15,1 °C. Le cumul annuel moyen de précipitations est de 766 mm, avec 12,7 jours de précipitations en janvier et 9,1 jours en juillet. Pour la période 1991-2020, la température moyenne annuelle observée sur la station météorologique la plus proche, située sur la commune de Fontaine-lès-Vervins à 25 km à vol d'oiseau, est de 10,5 °C et le cumul annuel moyen de précipitations est de 826,3 mm,. Pour l'avenir, les paramètres climatiques de la commune estimés pour 2050 selon différents scénarios d'émission de gaz à effet de serre sont consultables sur un site dédié publié par Météo-France en novembre 2022.

## Urbanisme

### Typologie
Au 1er janvier 2024, Noyales est catégorisée commune rurale à habitat dispersé, selon la nouvelle grille communale de densité à 7 niveaux définie par l'Insee en 2022.
Elle est située hors unité urbaine. Par ailleurs la commune fait partie de l'aire d'attraction de Guise, dont elle est une commune de la couronne,. Cette aire, qui regroupe 21 communes, est catégorisée dans les aires de moins de 50 000 habitants,.

### Occupation des sols
L'occupation des sols de la commune, telle qu'elle ressort de la base de données européenne d'occupation biophysique des sols Corine Land Cover (CLC), est marquée par l'importance des territoires agricoles (94,1 % en 2018), une proportion identique à celle de 1990 (94,1 %). La répartition détaillée en 2018 est la suivante : terres arables (83,6 %), prairies (6,6 %), forêts (5,9 %), zones agricoles hétérogènes (3,9 %).
L'évolution de l'occupation des sols de la commune et de ses infrastructures peut être observée sur les différentes représentations cartographiques du territoire : la carte de Cassini (XVIIIe siècle), la carte d'état-major (1820-1866) et les cartes ou photos aériennes de l'IGN pour la période actuelle (1950 à aujourd'hui).

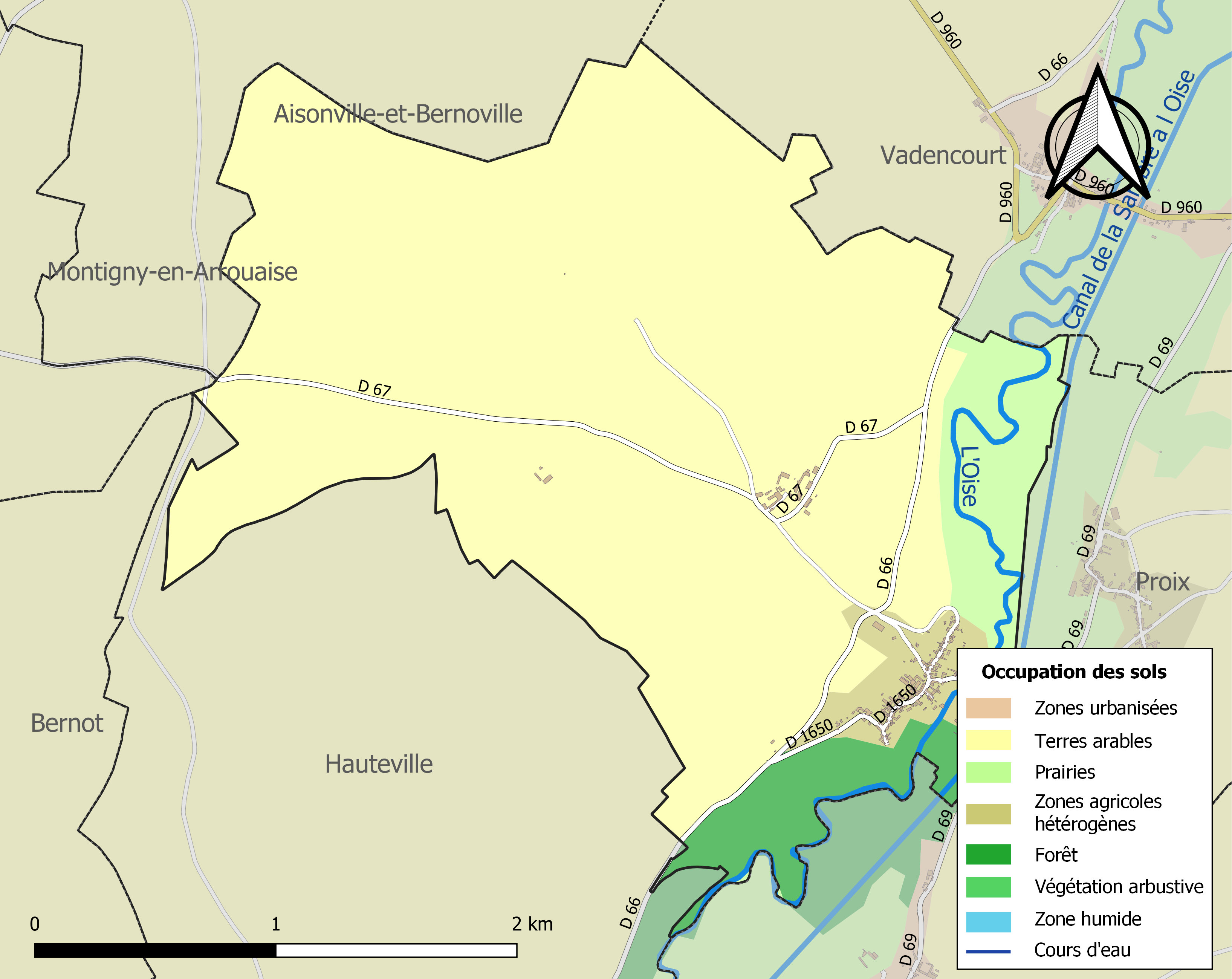
Carte de l'occupation des sols de la commune en 2018 (CLC).

## Toponymie
Le nom du village apparaît pour la première fois en 1147, sous la dénomination de Noiale puis Noiella, Villa que dicitur Nigella, Territorium de Noele en 1156 dans un cartulaire de l'abbaye Saint-Martin de Laon. Le nom variera ensuite en fonction des différents transcripteurs Noelai, Noala, Noella, Noiasle, Noiaille, Noyalle, Noialles, Noialle, Noyalles avec 2 l sur la carte de Cassini vers 1750 ainsi que sur la carte de l'état major de 1822-1860. Dans le "Dictionnaire Topographique du département de l'Aisne" publié en 1872, le toponyme est Noyal. Au cours de la période suivante l'orthographe s'est fixée sur la forme actuelle Noyales, voir aussi la carte postale ci-dessous.
Peut-être du latin novale, « terre nouvellement défrichée » , traité comme *novialla ; l,-s  est adventice, tardivement mis au pluriel. Pourrait provenir d'un *novialas formé sur le latin novalis : « terre en jachère ».

## Histoire

### Carte de Cassini

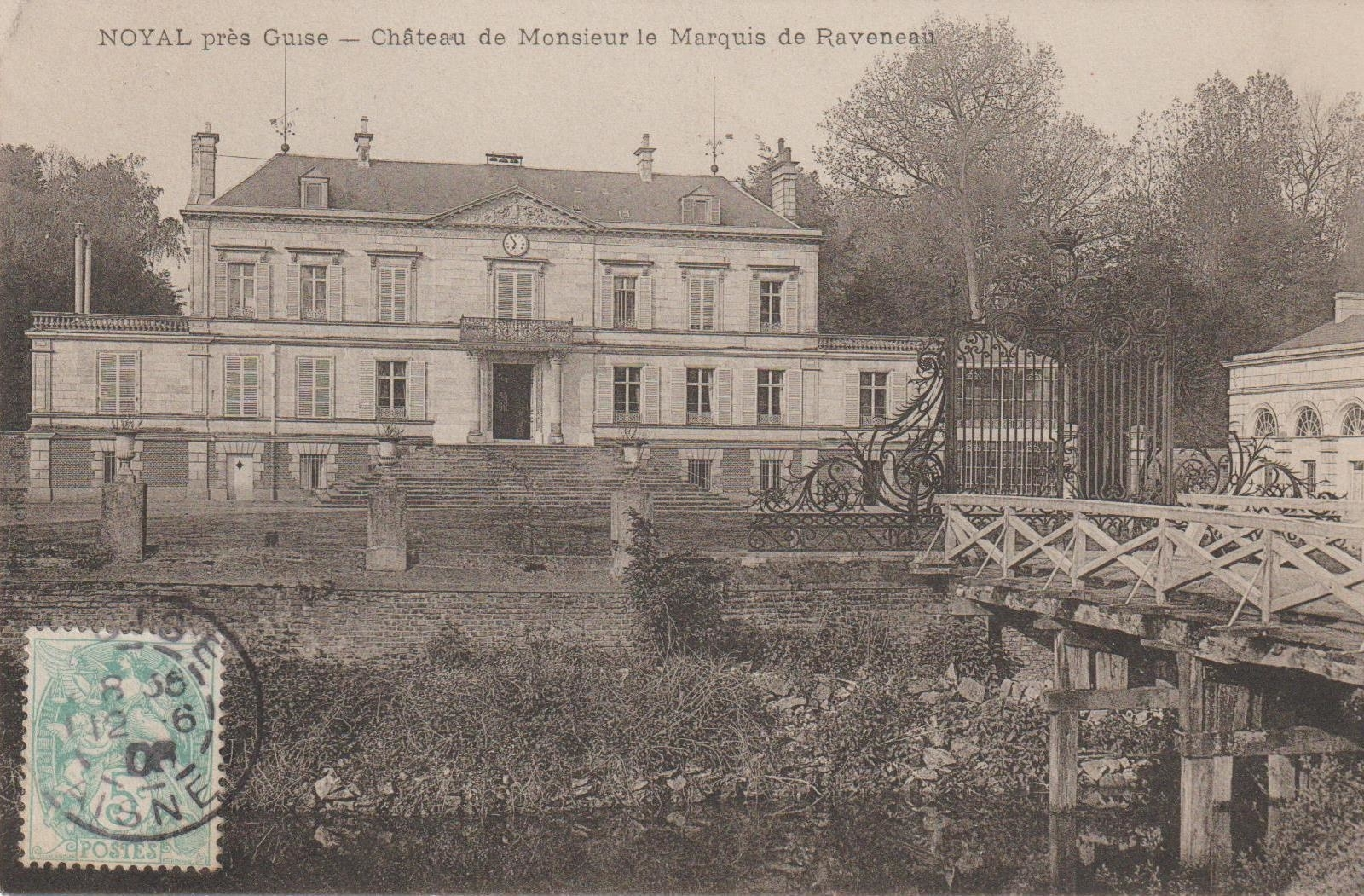
Carte postale de château de Noyales-Proix en 1906.

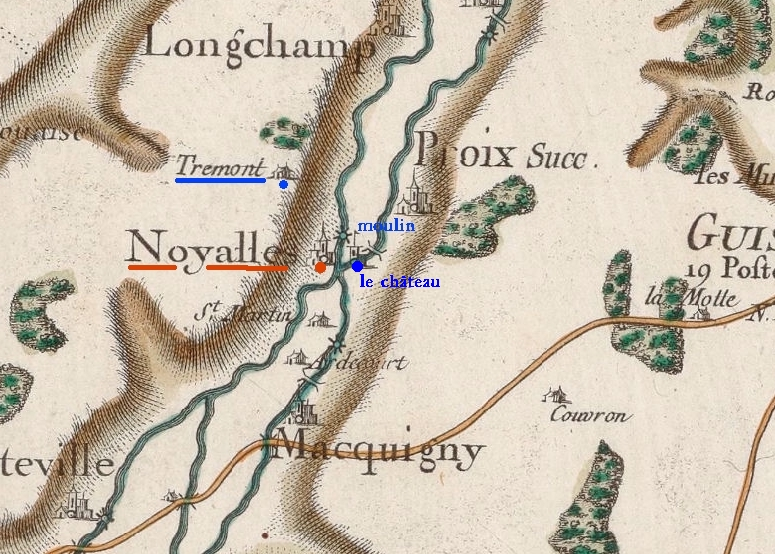
Carte de Cassini du secteur
(vers 1750).

La carte de Cassini montre qu'au XVIIIe siècle, Noyales  est une paroisse située sur divers bras de la rive droite de l'Oise. Un moulin à eau est symbolisé par une roue dentée. Au nord-ouest, la ferme de Trémont est aujourd'hui un hameau. Le château qui est représenté est en réalité sur le terroir de la commune de Proix.

### Passé ferroviaire du village
|  |  |  |  |  |

De 1874 à 1966, Noyales a été traversé par la ligne de chemin de fer de Saint-Quentin à Guise qui passait à l'est du village près du canal de la Sambre à l'Oise.
 La gare, construite en limite sur le terroir de la commune de Proix, de l'autre côté du canal de la Sambre à l'Oise, était commune à Noyales et Proix et portait la mention Noyales-Proix comme on peut le constater sur la carte postale ci-dessus. Chaque jour, cinq trains s'arrêtaient dans chaque sens devant cette gare  pour prendre les passagers qui se rendaient soit à Saint-Quentin, soit à Guise (voir les horaires).
À une époque où le chemin de fer était le moyen de déplacement le plus pratique, cette ligne connaissait un important trafic de passagers et de marchandises. 
La gare en bois avant 1914, fut détruite par les Allemands en 1918 ; elle a été reconstruite dans les années 1920 en brique avec un étage.
À partir de 1950, avec l'amélioration des routes et le développement du transport automobile, le trafic ferroviaire a périclité et la ligne a été fermée en 1966.
Les rails, les traverses et le ballast ont été vendus. Aujourd'hui, l'ancienne gare est devenue une habitation.

## Politique et administration

### Découpage territorial
La commune de Noyales est membre de la communauté de communes Thiérache Sambre et Oise, un établissement public de coopération intercommunale (EPCI) à fiscalité propre créé le 1er janvier 2017 dont le siège est à Guise. Ce dernier est par ailleurs membre d'autres groupements intercommunaux.
Sur le plan administratif, elle est rattachée à l'arrondissement de Vervins, au département de l'Aisne et à la région Hauts-de-France. Sur le plan électoral, elle dépend du  canton de Guise pour l'élection des conseillers départementaux, depuis le redécoupage cantonal de 2014 entré en vigueur en 2015, et de la troisième circonscription de l'Aisne  pour les élections législatives, depuis le dernier découpage électoral de 2010.

### Administration municipale
| Période                                  | Période                       | Identité         | Étiquette | Qualité                                                   |
| ---------------------------------------- | ----------------------------- | ---------------- | --------- | --------------------------------------------------------- |
| Les données manquantes sont à compléter. |                               |                  |           |                                                           |
| 1954                                     | 1968                          | Paul Lefebvre    |           |                                                           |
| 1968                                     | 1978                          | Charles Lefebvre |           |                                                           |
| 1978                                     | mars 2008                     | René Lefebvre    |           | Ne se représente pas en 2008                              |
| mars 2008                                | mars 2014                     | Didier Colpin    | RS        | Professeur de technologie                                 |
| mars 2014                                | En cours (au 13 juillet 2020) | Joël Wateau      | SE        | Agent de sûreté d'incendie Réélu pour le mandat 2020-2026 |

## Démographie
L'évolution du nombre d'habitants est connue à travers les recensements de la population effectués dans la commune depuis 1793. Pour les communes de moins de 10 000 habitants, une enquête de recensement portant sur toute la population est réalisée tous les cinq ans, les populations de référence des années intermédiaires étant quant à elles estimées par interpolation ou extrapolation. Pour la commune, le premier recensement exhaustif entrant dans le cadre du nouveau dispositif a été réalisé en 2007.

En 2022, la commune comptait 142 habitants, en évolution de −15,98 % par rapport à 2016 (Aisne : −1,97 %, France hors Mayotte : +2,11 %).
| 1793 | 1800 | 1806 | 1821 | 1831 | 1836 | 1841 | 1846 | 1851 |
| ---- | ---- | ---- | ---- | ---- | ---- | ---- | ---- | ---- |
| 420  | 451  | 471  | 447  | 463  | 464  | 456  | 469  | 516  |

| 1856 | 1861 | 1866 | 1872 | 1876 | 1881 | 1886 | 1891 | 1896 |
| ---- | ---- | ---- | ---- | ---- | ---- | ---- | ---- | ---- |
| 484  | 470  | 442  | 487  | 426  | 406  | 406  | 384  | 366  |

| 1901 | 1906 | 1911 | 1921 | 1926 | 1931 | 1936 | 1946 | 1954 |
| ---- | ---- | ---- | ---- | ---- | ---- | ---- | ---- | ---- |
| 330  | 327  | 289  | 279  | 269  | 279  | 259  | 228  | 243  |

| 1962 | 1968 | 1975 | 1982 | 1990 | 1999 | 2006 | 2007 | 2012 |
| ---- | ---- | ---- | ---- | ---- | ---- | ---- | ---- | ---- |
| 215  | 185  | 176  | 161  | 153  | 141  | 161  | 164  | 171  |

| 2017 | 2022 | - | - | - | - | - | - | - |
| ---- | ---- | - | - | - | - | - | - | - |
| 167  | 142  | - | - | - | - | - | - | - |

## Lieux et monuments
- Église Sainte-Geneviève.
- Monument aux morts.
- Ancienne gare Noyales - Proix, sur la ligne de Saint-Quentin à Guise, un chemin de fer secondaire départemental exploité par la Compagnie du chemin de fer de Saint-Quentin à Guise puis la Compagnie du chemin de fer de Saint-Quentin à Guise de 1875 à 1966.
- Le canal de la Sambre à l'Oise et l'écluse no 21 de Noyales.
- Parc éolien à la vallée Thomas[30].

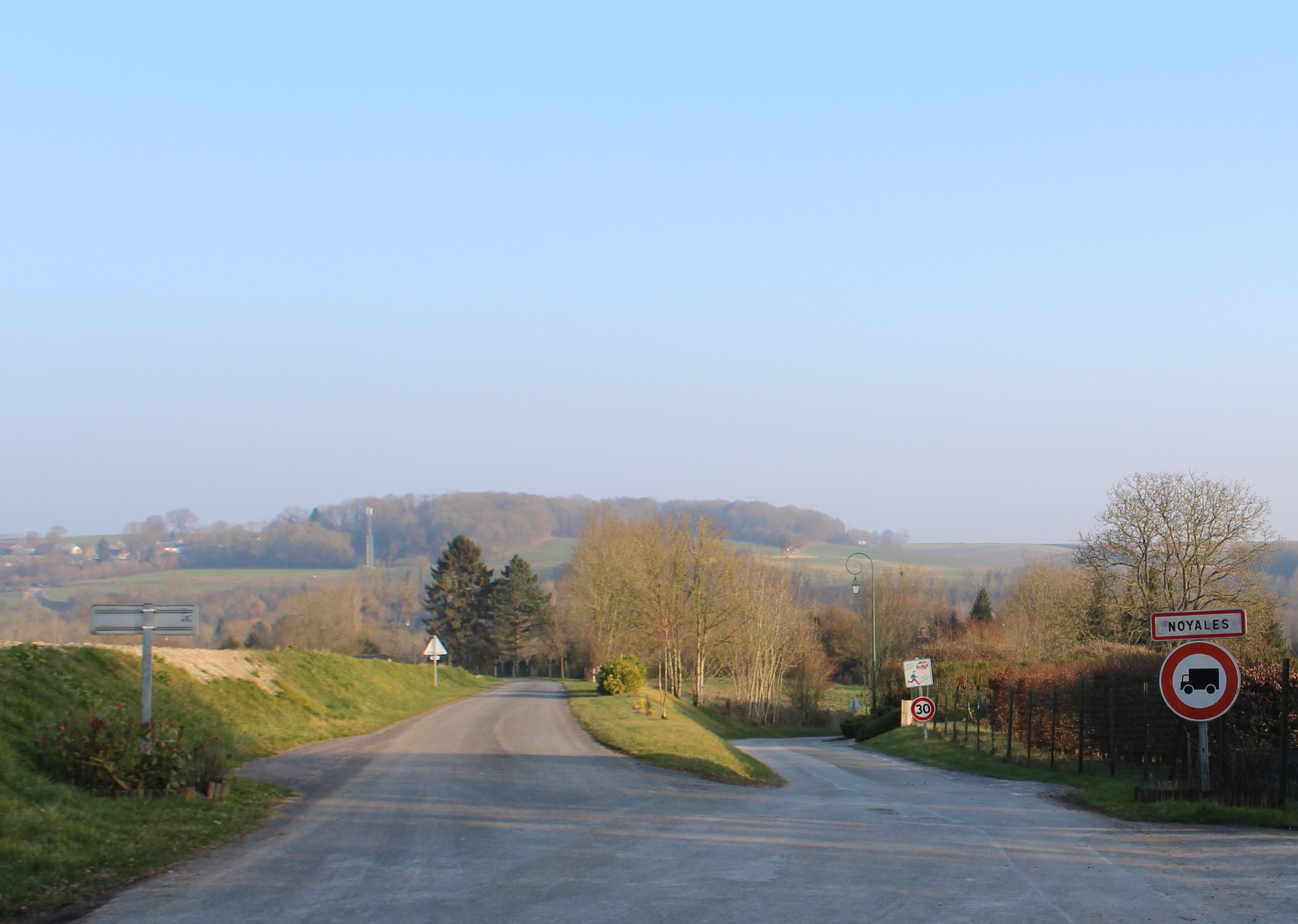
Entrée du village.
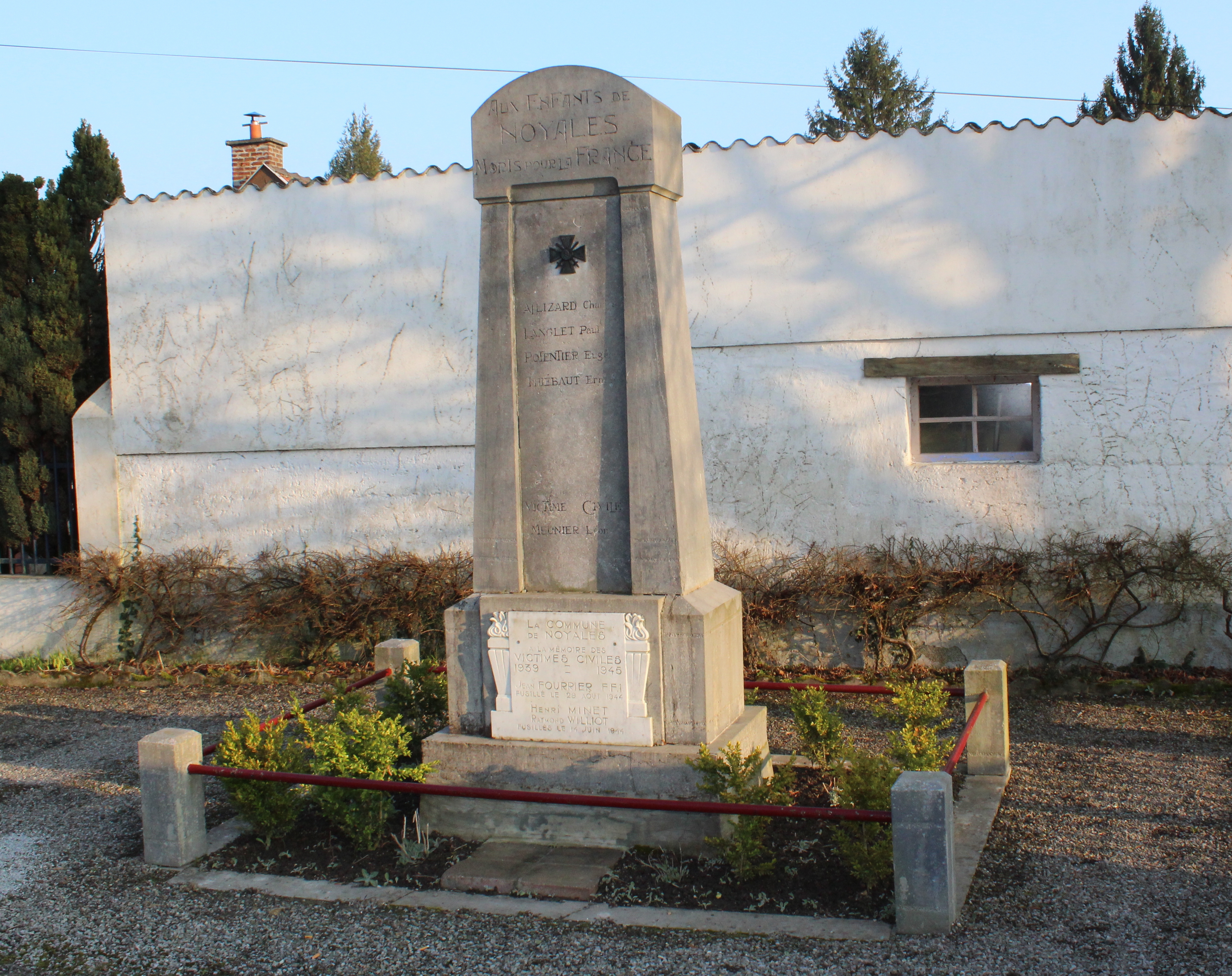
Le monument aux morts.
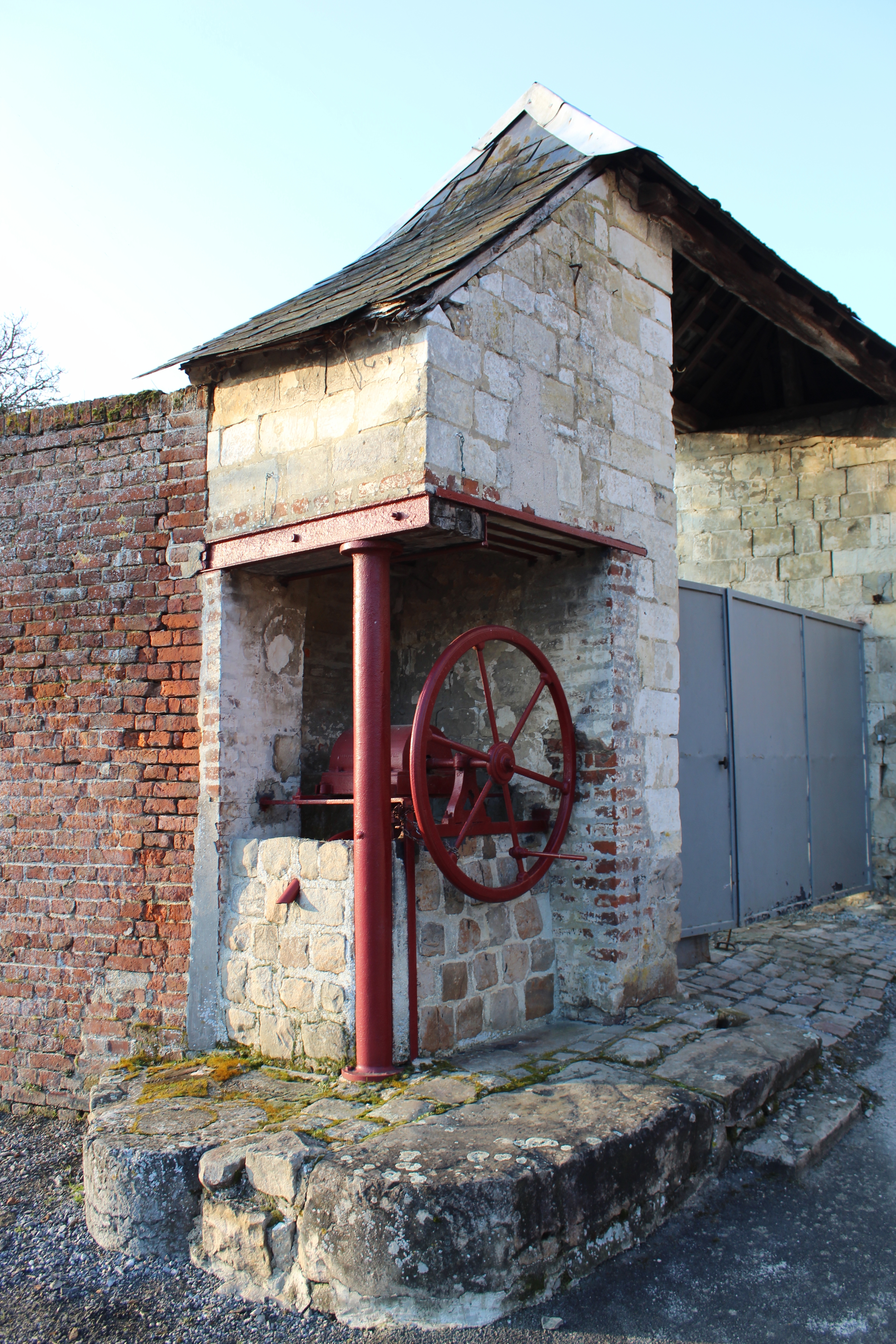
Ancien puits public.
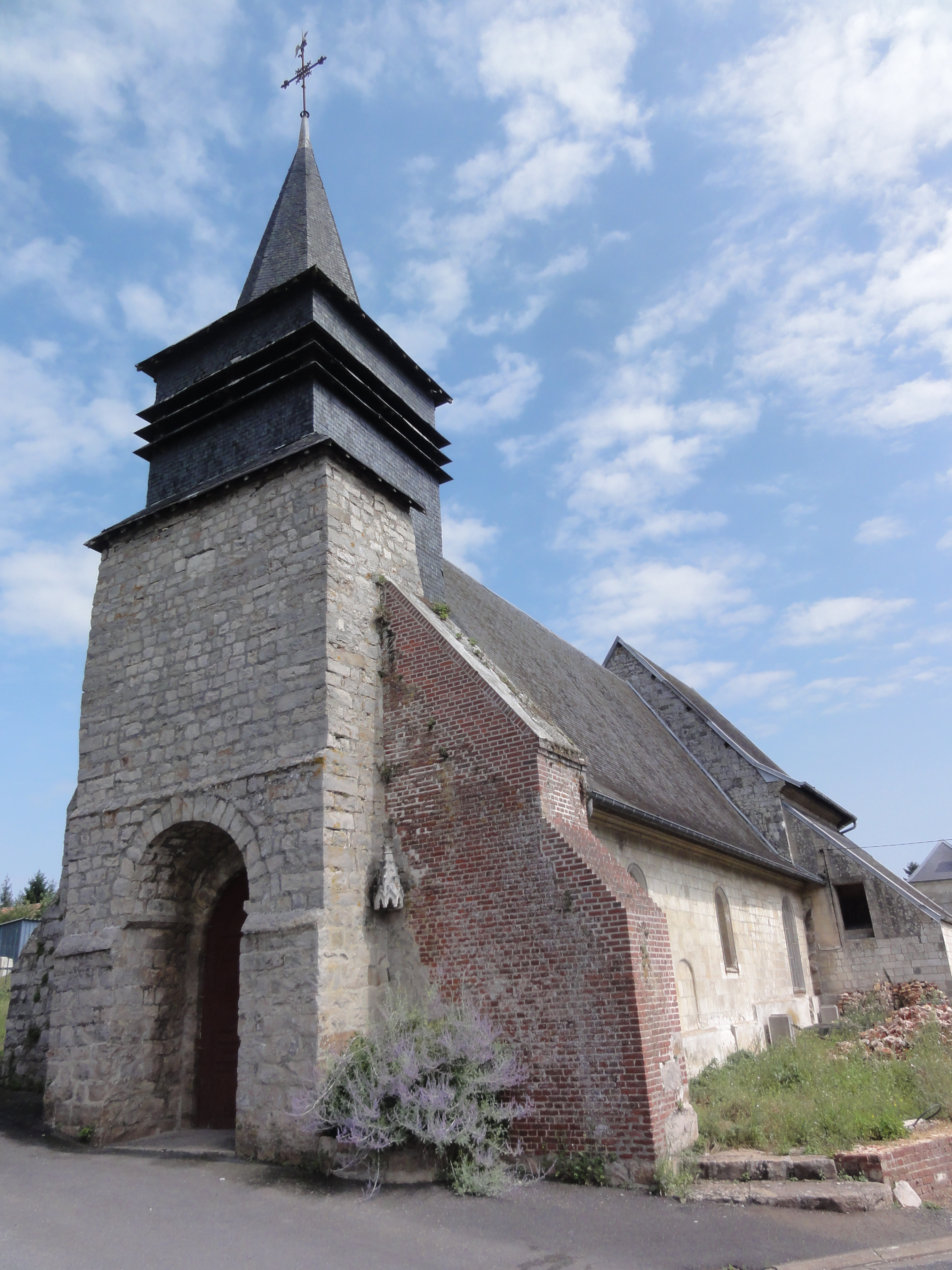
Église Sainte-Geneviève.
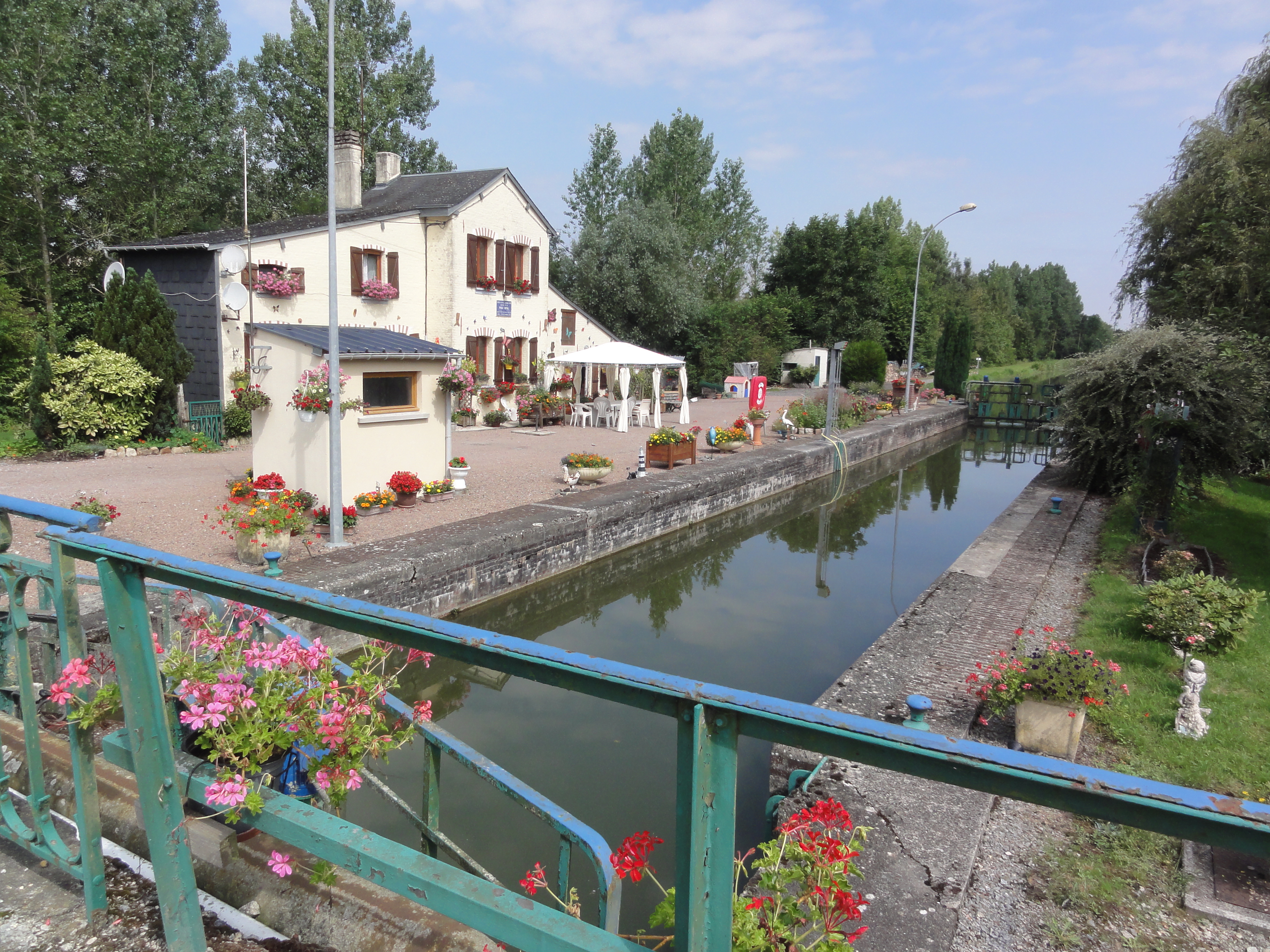
Écluse.
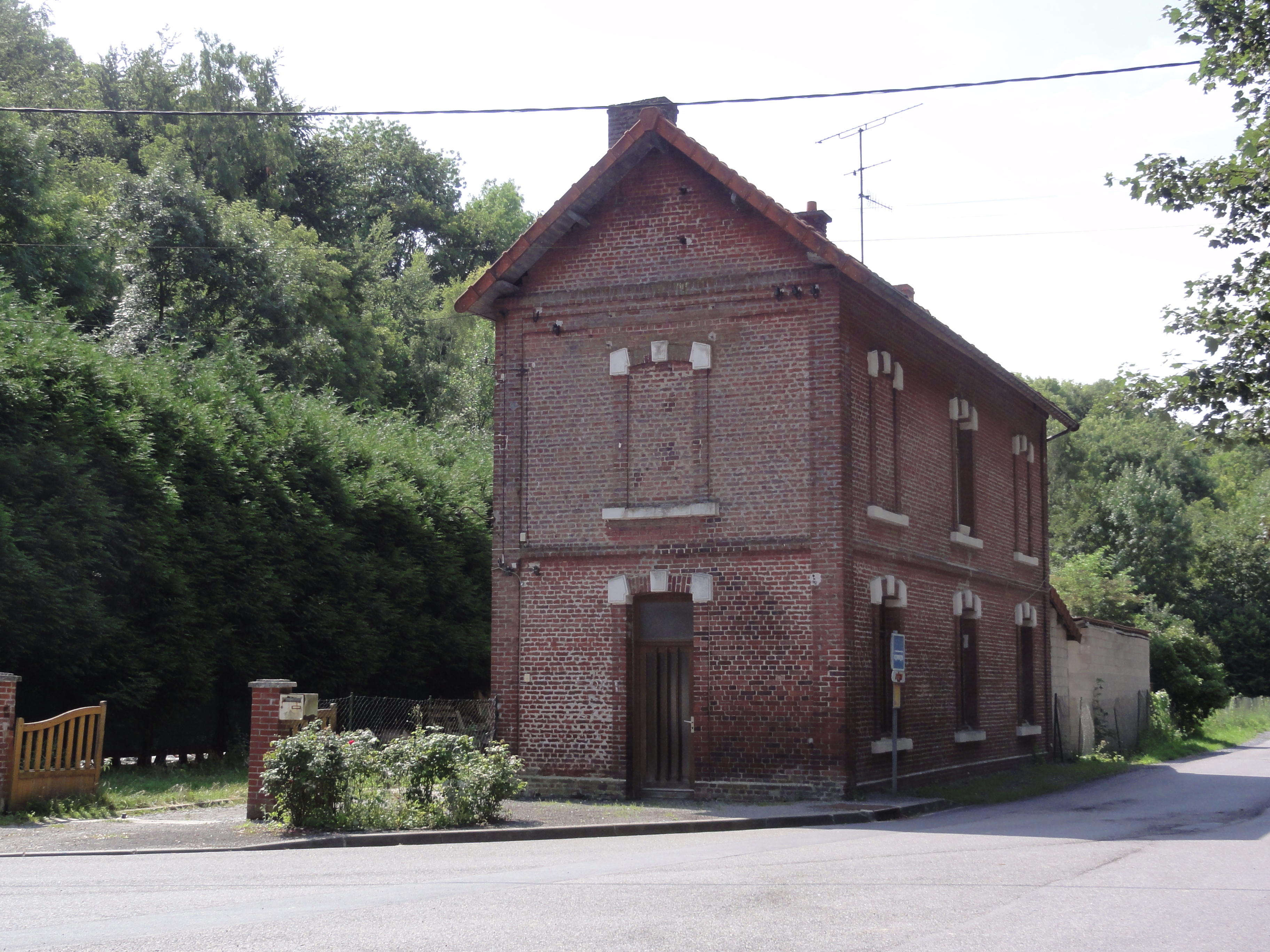
Ancienne gare.
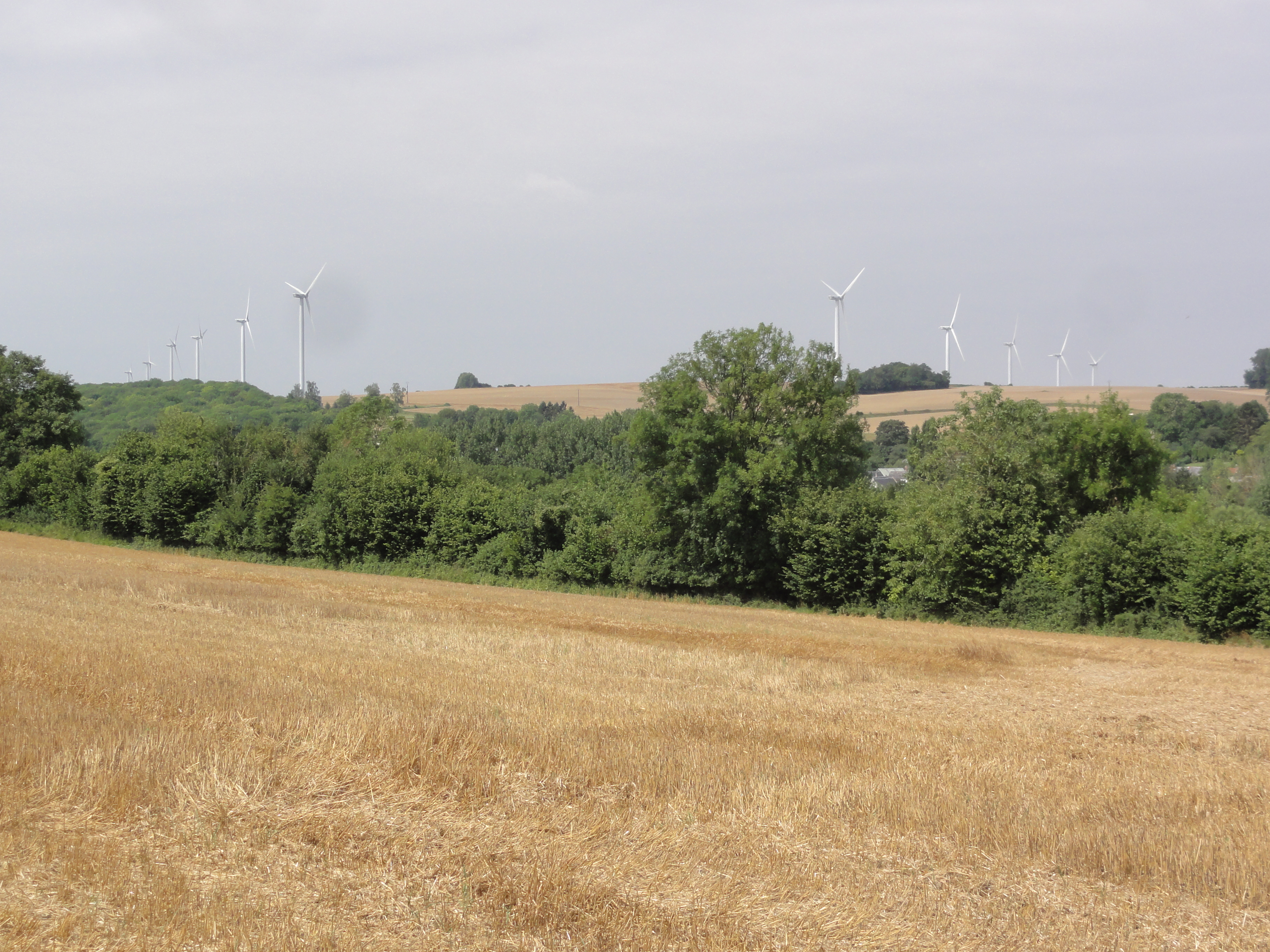
Les éoliennes de Noyales, vue de la chapelle N.-D.-de-la-Salette de Proix.